# Stirellus obrienorum
Stirellus obrienorum är en insektsart som beskrevs av Delong och Rauno E. Linnavuori 1978. Stirellus obrienorum ingår i släktet Stirellus och familjen dvärgstritar. Inga underarter finns listade i Catalogue of Life.